# 豊田瑠衣
豊田 瑠衣（とよた るい、1978年9月23日 - ）は、日本のフリーアナウンサー。

## 人物
福岡県出身。立教大学在学中から東京アナウンスセミナーでアナウンスを学び、大学卒業後の2002年、南日本放送にアナウンサーとして入社。初代の地上デジタル放送推進大使も務めた。
2006年に退社し上京。キャスティング・ボイスに籍を置き、フリーで活動。以来5年あまり東京を拠点に活動していたが、2011年8月にNHK福岡放送局への派遣が決まった。それ以前から小松政夫の『博多よかよか音頭』プロモーションビデオ出演などスポットで仕事をしていたが、翌9月にキャスターのリストに正式に加えられた。以後地元で約3年にわたり活動していたが、2014年7月いっぱいで退局、再度上京した。
「唎酒師」や「焼酎アドバイザー」あるいは「たべる・つくる食育エキスパート」などの資格を持つ。

## 現在の出演番組
今のところなし

## 過去の出演番組
テレビ
- おはよう!グッデイかごしま（南日本放送）
- ど～んと鹿児島（南日本放送）
- ウォッチ!かごしま（南日本放送）
- ズバッと!鹿児島（南日本放送）
- MBC経済フラッシュ（南日本放送）
- 安心!暮らし情報（テレビ東京）
- おとなの館（日テレG+）
- 新おとな総研＠G+（日テレG+）
- デイリー中野（JCN中野）
- 熱烈発信!福岡NOW（NHK福岡）

ラジオ
- 三越ミュージックブレイク（南日本放送）
- 豊田瑠衣の酒はルイトモ（南日本放送）